# Idy Hegnauer
Idy Hegnauer (Obfelden, 12 de septiembre de 1909 - Affoltern am Albis, 19 de noviembre de 2006) fue una enfermera y pacifista suiza. 
Era hija de Jakob Häberling, que trabajaba como carpintero, y Marie. Hegnauer era cuáquera. Durante la guerra civil española, se enroló en el Servicio Civil Internacional. En España (1937-38) conoció a quien sería su esposo, Ralph Hegnauer, que también formaba parte del Servicio Civil Internacional.
Después de la Segunda Guerra Mundial, Hegnauer también trabajó en Gaza (1948), Israel (1948-50), India (1950), Pakistán (1951), Francia (1950-51), Austria (1953), Grecia y Yugoslavia. De 1980 a 1984, trabajó en un hospital infantil en Affoltern am Albis, Suiza.

"Una vida dedicada al prójimo... también puede ser enriquecedora, de realización personal y conducir a la madurez interior."
 Idy Hegnauer.